# 高雄關稅局馬公支關
高雄關稅局馬公支關（英語：Magong Office, Kaohsiung Customs, CA, MOF），中華民國財政部關務署政府機構，隸屬高雄關高雄機場分關，正式名稱財政部關務署高雄關高雄機場分關離島派出課離島四股，其辦公廳位於台灣澎湖縣馬公市馬公商港區，肇建於台灣日治時期明治39年（1906年），民國89年（2000年）經澎湖縣政府公告為澎湖縣定古蹟。

## 沿革

### 日治時期
1895年（大清光緒二十一年、日本明治28年），大清帝國依據〈馬關條約〉，將台灣、澎湖群島主權易幟予日本帝國。日本帝國統治台灣之初，為管控台灣各處港口交易狀況，僅開放基隆港、淡水港、安平港、打狗港從事貿易活動，但此政策卻導致台灣各地民生物資供應不足的狀況，台灣總督府遂於明治30年（1897年）另外開放八處「特別輸出入港」，澎湖的媽宮港亦在其列。

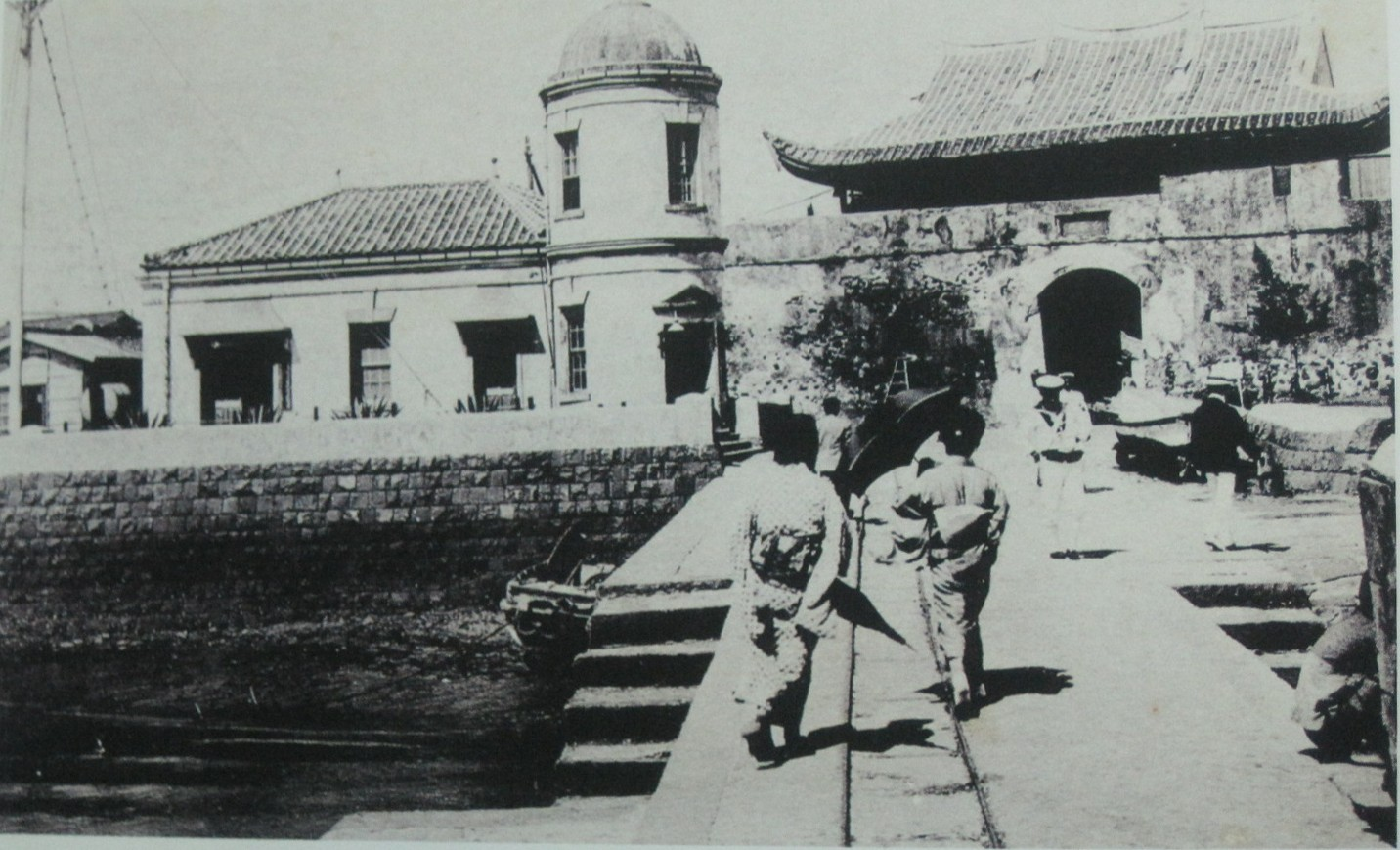
緊鄰港口海濱的媽宮城小南門與南側城牆。

明治31年（1898年）台灣總督府設置「安平稅關媽宮出張所」，負責管理澎湖地區報關業務，首任所長為藤村好之，於11月15日上任。明治34年（1901年）改制為「安平稅關媽宮支署」。
日本初領澎湖，因媽宮城城牆佇立媽宮港埠區，船隻貨運裝卸作業不便，且原置城內的稅關廳舍狹隘，爾後明治40年（1907年），澎湖廳決定拆除媽宮城南側城牆，並將拆卸的土石進行填海造港，在媽宮港分別構築陸軍棧橋、海軍棧橋和商用棧橋，又在海埔新生地建造一系列新建築，諸如要塞、市場（啟明市場）、貨物堆積場、兵器修理廠等，關稅局的辦公廳亦在此一時期興建。:82-83
明治39年（1906年），安平稅關媽宮支署辦公廳落成，位址於媽宮商用碼頭東側（今馬公市中正路與中山路交叉口），為一磚造且具兩層樓高暸望塔樓的建築物，建地面積約一千六百餘平方公尺，被視為澎湖地區最早的洋式官方建築。:11
明治44年（1911年）後，澎湖媽宮港總共有三條航線行經，分別為通往基隆港、高雄港，以及與中國大陸沿海港口的貿易，故當時媽宮港可謂日本、台灣本島和中國大陸三方貿易的中間港暨轉口站。:5
媽宮稅關幾經改制，機構名稱時有變動，大正九年（1920年）間，台灣總督府的第八任台灣總督田健治郎（任期：1919－1923）推動行政區域改制，將「媽宮」改易為「馬公」:98-100，稅關地名代稱沿用迄今。昭和19年（1944年），適逢第二次世界大戰末期，為簡化組織、提升行政效率，該年元月一日將基隆關、高雄關併入港務局，馬公稅關降級為馬公出張所，末代所長職僅有兩位，分別是奧山政雄與中村長藏。:10-15

#### 監視署
明治33年（1900年），基於港口取締目的，以及對往來中國大陸、台灣海域間的船隻徵稅，4月15日於今西嶼鄉外垵村設置「漁翁島稅關監視署」；明治35年（1902年）10月1日，又於今望安鄉將軍澳嶼設立「八罩島稅關監視署」，上級單位皆為馬公支關。
許玉河根據〈台灣日日新報〉資料，日本政府鑑於台灣稅關監視署已達20處，為節省經費故，在大正12年（1923年）2月1日廢止望安庄的「八罩島稅關監視署」。不過，鄭紹裘撰於《澎湖縣縣定古蹟高雄關稅局馬公支關調查研究與修護計畫》中，另載廢止時間為大正13年（1924年）7月1日。:12
昭和12年（1937年）7月7日，蘆溝橋事件爆發，大日本帝國與國民政府領導的中華民國展開第二次中日戰爭。日本政府因此頒布澎湖港區與中國沿海岸口通商的禁令:184，連帶影響澎湖稅關業務限縮，漁翁島稅關監視署在昭和17年（1942年）11月1日被奉令撤銷。:12

### 中華民國時期

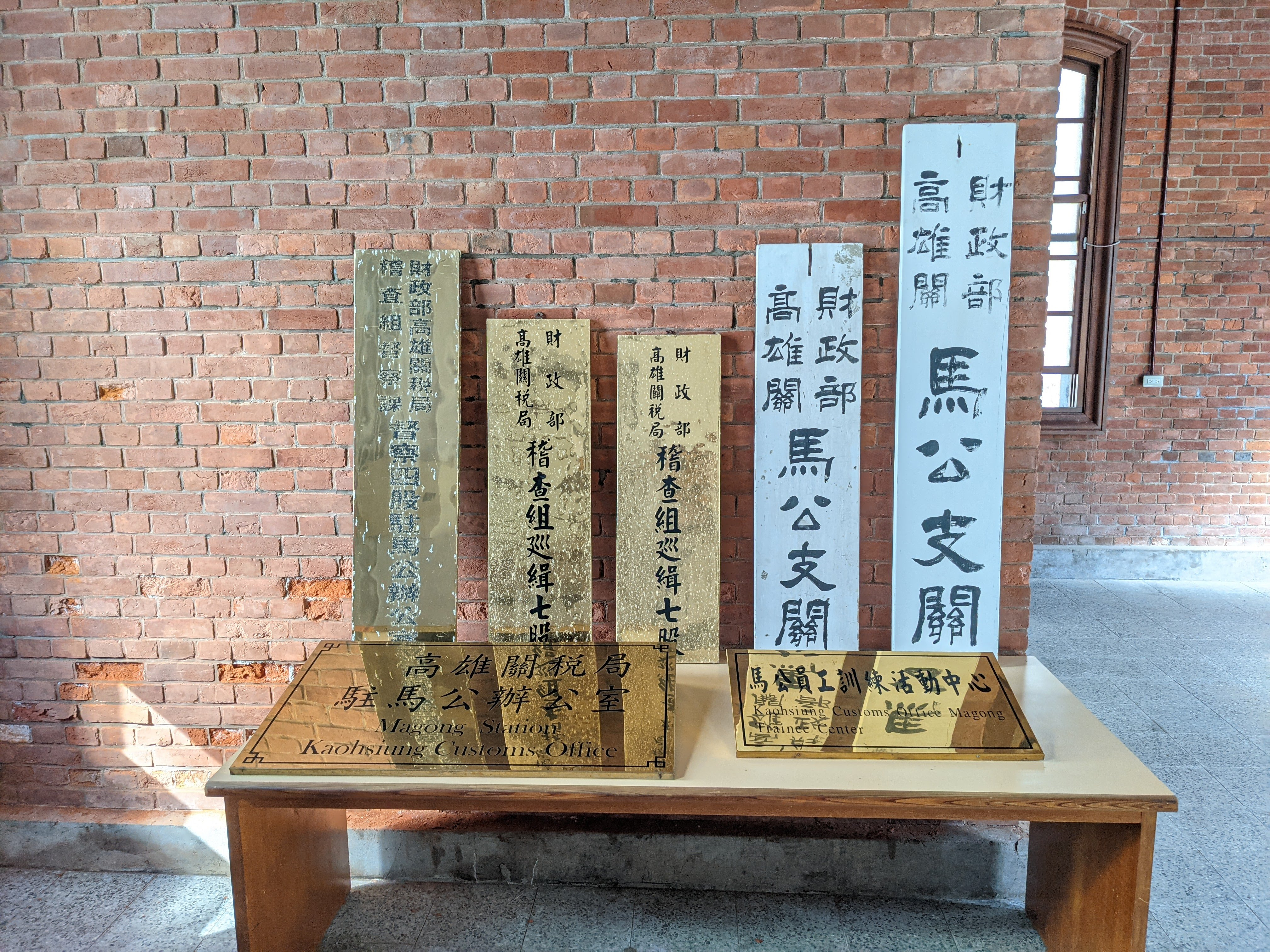
中華民國時期，馬公支關正式名稱的更迭變化。

1945年8月二戰結束，10月起中華民國政府接收台灣的海關機構，台灣地區海關業務以濁水溪為界，以北作「台北關」、以南稱「台南關」，台南關辦公室即沿用原高雄稅關，其總部仍設於高雄港，馬公出張所歸屬「台南關」轄區，因應政權轉移，改稱為「財政部台南關馬公支關」，民國35年（1946年）2月25日完成接收作業，並正式辦工，首任長官為何傑生（主任職）。民國34年至38年（1945年－1949年），台灣和大陸之間貿易和包裹往來十分活絡，馬公支關編制人員既有驗貨員（兼主任）、稽查員、查緝員、雇員兩名，總計五名，較日治時期為多。:10-15
惟民國38年（1949年）後，國民政府於國共內戰失利、退守台灣，兩岸禁止交流，馬公支關貿易量萎縮，商業長期呈現蕭條。民國53年（1964年）相應縮減人員編制，僅派關員一名常駐馬公，兼任支關主任，另聘兩名工友處理結關庶務。民國81年（1992年）9月23日，行政組織變更，馬公支關改隸「高雄關稅局」，被劃分為「稽查組」轄下「巡緝七股」，置股長一名常駐馬公。民國86年（1997年）1月16日，「巡緝七股」被裁，駐馬公辦公室改隸為「督察課督察四股」。:10-15
民國89年（2000年）1月28日，澎湖縣政府公告「馬公支關」為「縣定古蹟」，登錄名稱為「高雄關稅局馬公支關」。
民國102年（2013年），財政部關稅署進行組織改造，高雄關下設十個單位，包含四個分關，其中馬公支關隸屬「高雄機場分關」，正式編制名稱為「財政部關務署高雄關高雄機場分關離島派出課離島四股」，沿用迄今。

## 機關名稱

### 日治時期
| 公元               | 機關全名                           | 備註                                                                         | 來源  |
| ------------------ | ---------------------------------- | ---------------------------------------------------------------------------- | ----- |
| 明治31年（1898年） | 台灣總督府安平稅關媽宮出張所       | 首任所長藤村好之11月15日上任。                                               | [ 8 ] |
| 明治33年（1900年） | 台灣總督府安平稅關媽宮出張所       | 4月15日增設「漁翁島稅關監視署」。                                            | [ 8 ] |
| 明治34年（1901年） | 台灣總督府安平稅關媽宮支署         | 首長改稱支署長，島田重敏1902年5月1日上任代理支署長、1903年4月1日出任支署長。 | [ 8 ] |
| 明治35年（1902年） | 台灣總督府安平稅關媽宮支署         | 10月1日增設「八罩島稅關監視署」。                                            | [ 8 ] |
| 明治43年（1910年） | 台灣總督府稅關媽宮支署             | 5月1日改稱。                                                                 | [ 8 ] |
| 明治45年（1912年） | 台灣總督府稅關媽宮稅關支署         | 4月1日改稱。                                                                 | [ 8 ] |
| 大正七年（1918年） | 台灣總督府稅關媽宮支署             | 5月1日改稱。                                                                 | [ 8 ] |
| 大正十年（1921年） | 台灣總督府稅關馬公支署             | 7月1日改稱。                                                                 | [ 8 ] |
| 大正13年（1924年） | 台灣總督府稅關馬公支署             | 7月1日，奉令撤銷「八罩島稅關監視署」。                                       | [ 8 ] |
| 昭和九年（1934年） | 台灣總督府高雄稅關馬公支署         | 6月台灣總督府頒布「稅關支署名稱位置及管轄區域」府令，8月1日改稱。            | [ 8 ] |
| 昭和11年（1936年） | 台灣總督府高雄稅關馬公稅關監視署   | 7月1日改稱。                                                                 | [ 8 ] |
| 昭和17年（1942年） | 台灣總督府高雄稅關馬公稅關監視署   | 11月1日，奉令撤銷「漁翁島稅關監視署」。                                      | [ 8 ] |
| 昭和19年（1944年） | 台灣總督府港務局安平支局馬公出張所 | 1月1日改稱。                                                                 | [ 8 ] |

### 中華民國時期
| 年份                          | 機關全名                                                | 備註                                                                                    | 來源  |
| ----------------------------- | ------------------------------------------------------- | --------------------------------------------------------------------------------------- | ----- |
| 民國34年（1945年）            | （交接狀態）                                            | 10月份接收馬公出張所，編制歸屬「台南關」。                                              | [ 8 ] |
| 民國35年（1946年）            | 財政部台南關馬公支關                                    | 2月25日完成接收馬公支關、正式辦工，首任長官為何生（主任職）。                           | [ 8 ] |
| 民國38－52年 （1949－1963年） | 財政部台南關馬公支關                                    | 逢大陸地區淪陷、兩岸貿易斷絕，馬公港貿易蕭條，支關業務限縮。                            | [ 8 ] |
| 民國54年（1965年）            | 財政部台南關馬公支關                                    | 原「漁翁島稅關監視署」房舍及土地面積39.47坪出售， 西嶼鄉民洪啓育以新台幣5萬5004元購入。 | [ 8 ] |
| 民國81年（1992年）            | 財政部關務署高雄關稅局 稽查組巡緝七股馬公辦公室         | 9月23日機關組織變更，馬公支關改隸「高雄關稅局」，主任改為股長職。                       | [ 8 ] |
| 民國86年（1997年）            | 財政部關務署高雄關稅局 稽查組督察課督察四股駐馬公辦公室 | 編制更易。                                                                              | [ 8 ] |
| 民國102年（2013年）           | 財政部關務署高雄關 高雄機場分關離島派出課離島四股       | 1月份組織改造，高雄關下設10個單位，澎湖地區隸屬高雄機場分關。                           | [ 8 ] |

## 建築
民國93年（2004年），根據曾文吉建築師事務所發表的《澎湖縣縣定古蹟高雄關稅局馬公支關調查研究與修護計畫》一書所載，今馬公支關建築約分兩時期不同階段建成：
- 第一階段興建於明治39年（1906年），整體採用承重牆系統結構，牆體材料為硓𥑮石，包含瞭望塔樓、業務辦公室、倉庫辦公室、會客室及值日室等第一階段建築物皆為硓𥑮石構築，外牆部分則以洗石子裝修和灰泥、油漆粉刷[4]，今則以鵝黃色漆料塗刷呈現。
- 第二階段因文獻缺乏紀錄，無法得知確切增建年代，透過調查僅得知儲藏室、煙毒犯室為第二期建築，採用磚造承重牆構造，壁體厚度約3.6公分，疊砌方式為英式砌法，外牆亦以洗石子裝修，內部隔間則為厚度約20公分的木板夾泥牆，表面施以白灰粉刷。[4]

因馬公支關建築結構為承重牆構造系統，故門、窗之外型和設計會受到牆面受力影響。其建物樑柱四周砌築斜柱，柱頭則以西洋風格的渦卷形修飾；門廊立面採用拱門式設計，辦事處窗台可對外打開，方便民眾洽公。在門窗開口部分，乃採用方形造型，砌法則採取弧拱式、平拱式兩種砌法。而屋頂風格偏向日式，馬公支關辦公室、倉庫之「寄棟造屋根」（類似歇山頂），而暸望塔樓則為「寶形造屋根」（類似尖頂）之設計，其餘部分主體仍多為西洋風格。

## 老樹

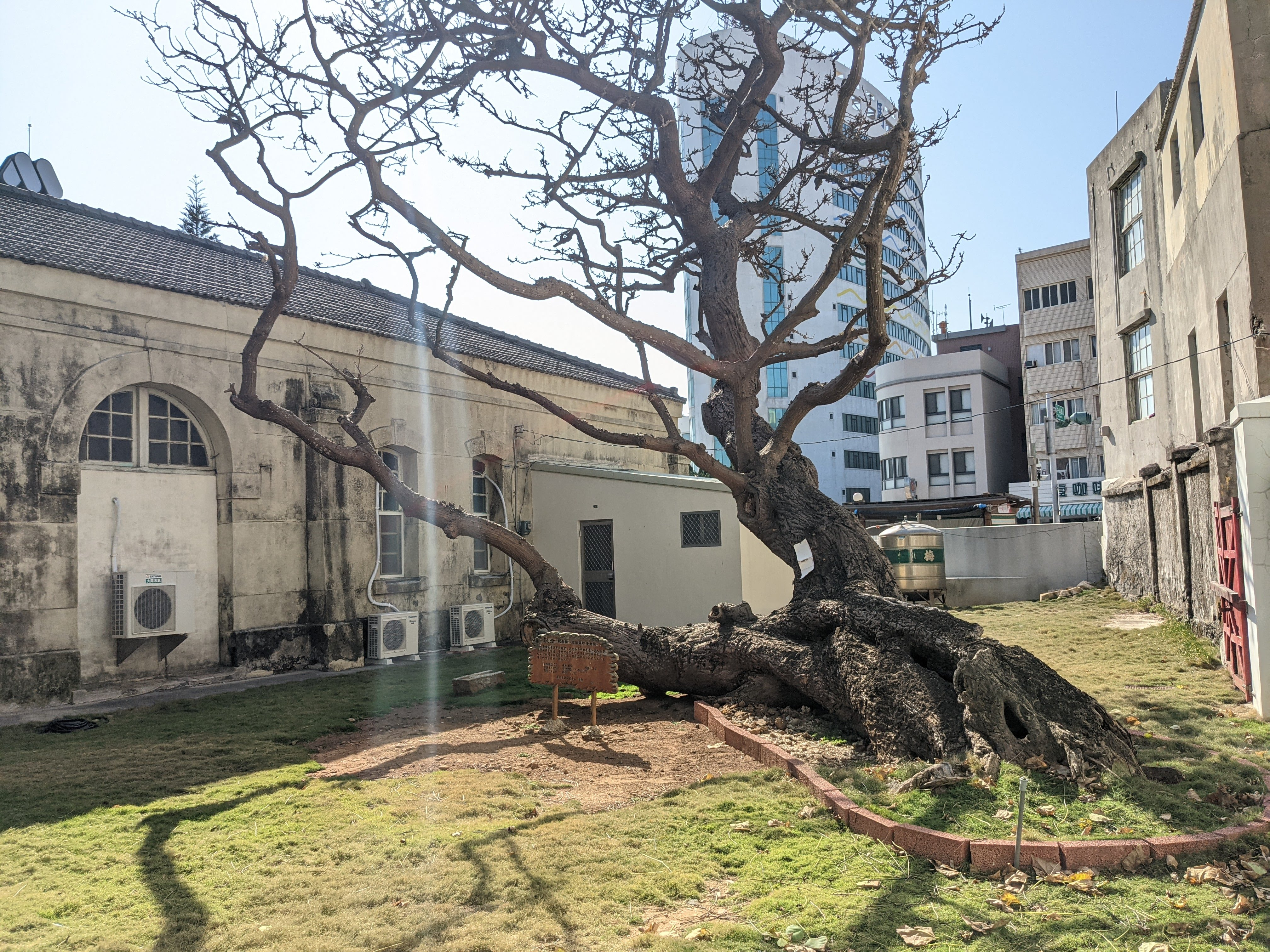
老莿桐，攝於2021年元月。

日治時期，日本官方在澎湖推動植樹、蔚為風氣，亦體現於官方建物造景:37-40，當時馬公支關庭院內亦有植種樹木，後於2019年被澎湖縣政府農漁局列冊為「珍貴老樹」：
| 編號 | 樹種 | 樹齡  | 樹直徑  | 樹圍    | 種植年份           |
| ---- | ---- | ----- | ------- | ------- | ------------------ |
| 04   | 莿桐 | 115歲 | 1.5公尺 | 3.4公尺 | 明治37年（1904年） |
| 16   | 莿桐 | 112歲 | 0.6公尺 | 2.3公尺 | 明治40年（1907年） |
| 05   | 莿桐 | 115歲 | 1.2公尺 | 3.5公尺 | 明治37年（1904年） |
| 03   | 榕樹 | 115歲 | 0.8公尺 | 2.5公尺 | 明治37年（1904年） |

## 圖輯

建築外觀
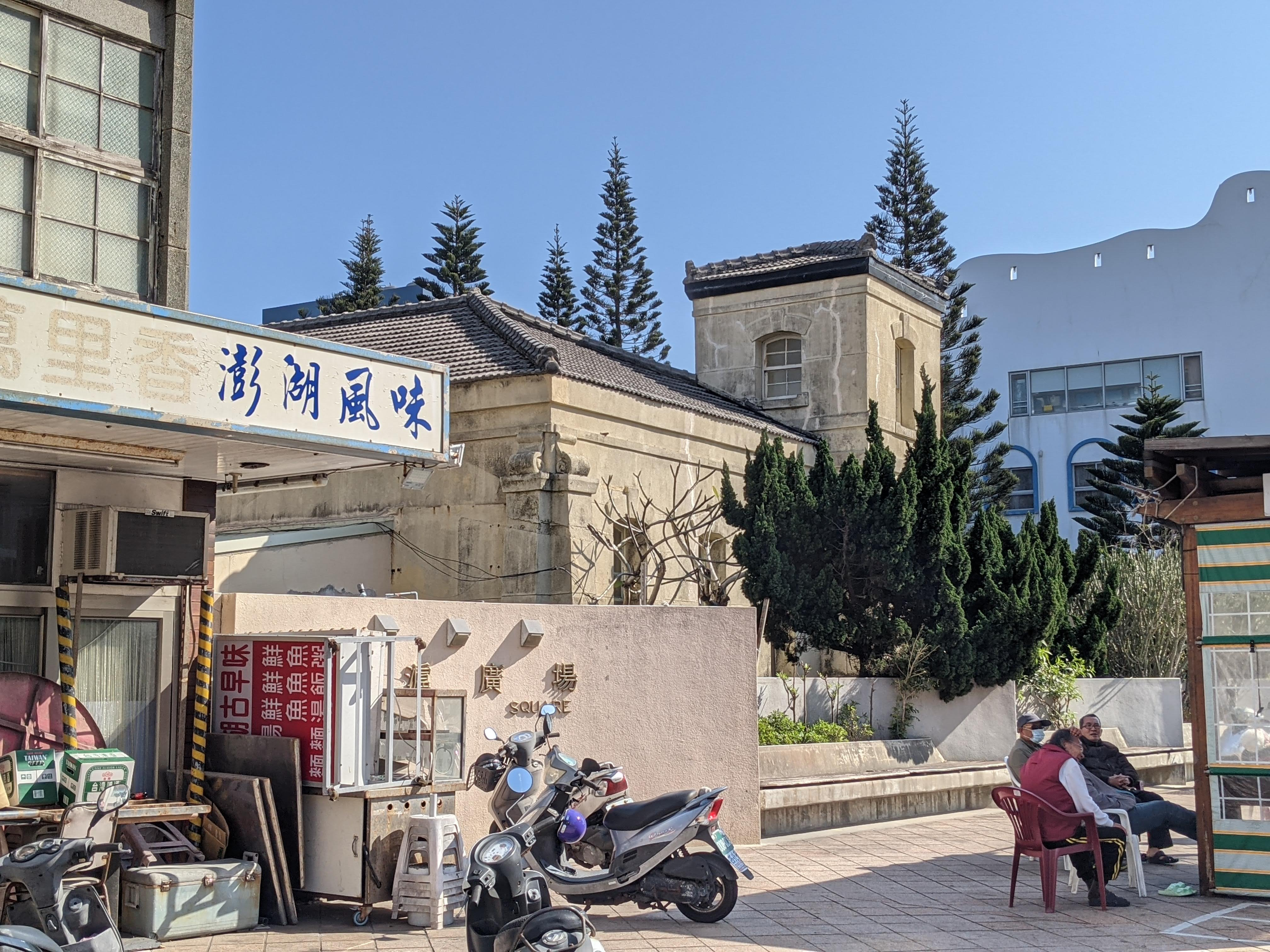
石滬廣場
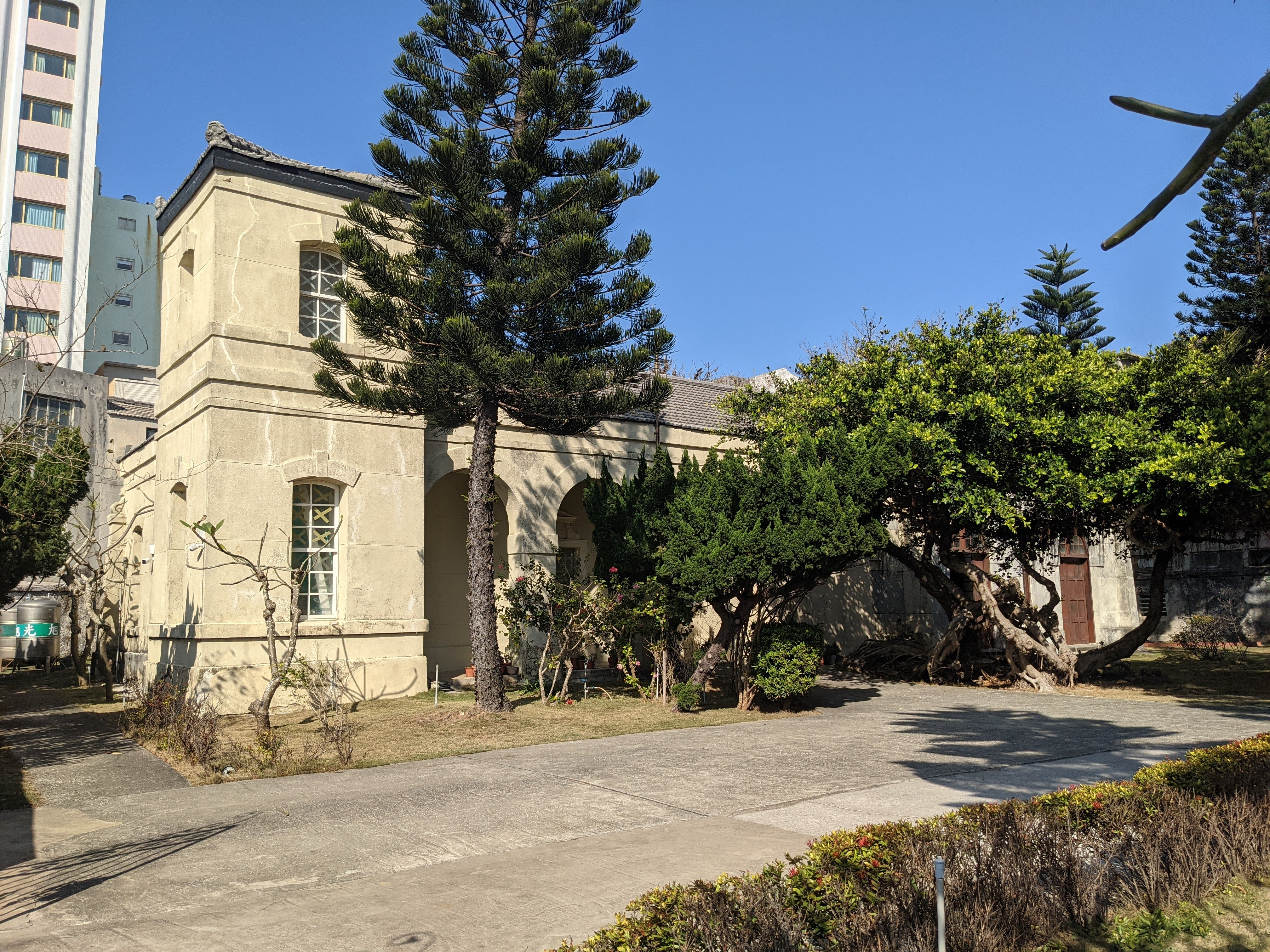
馬公支關與庭園
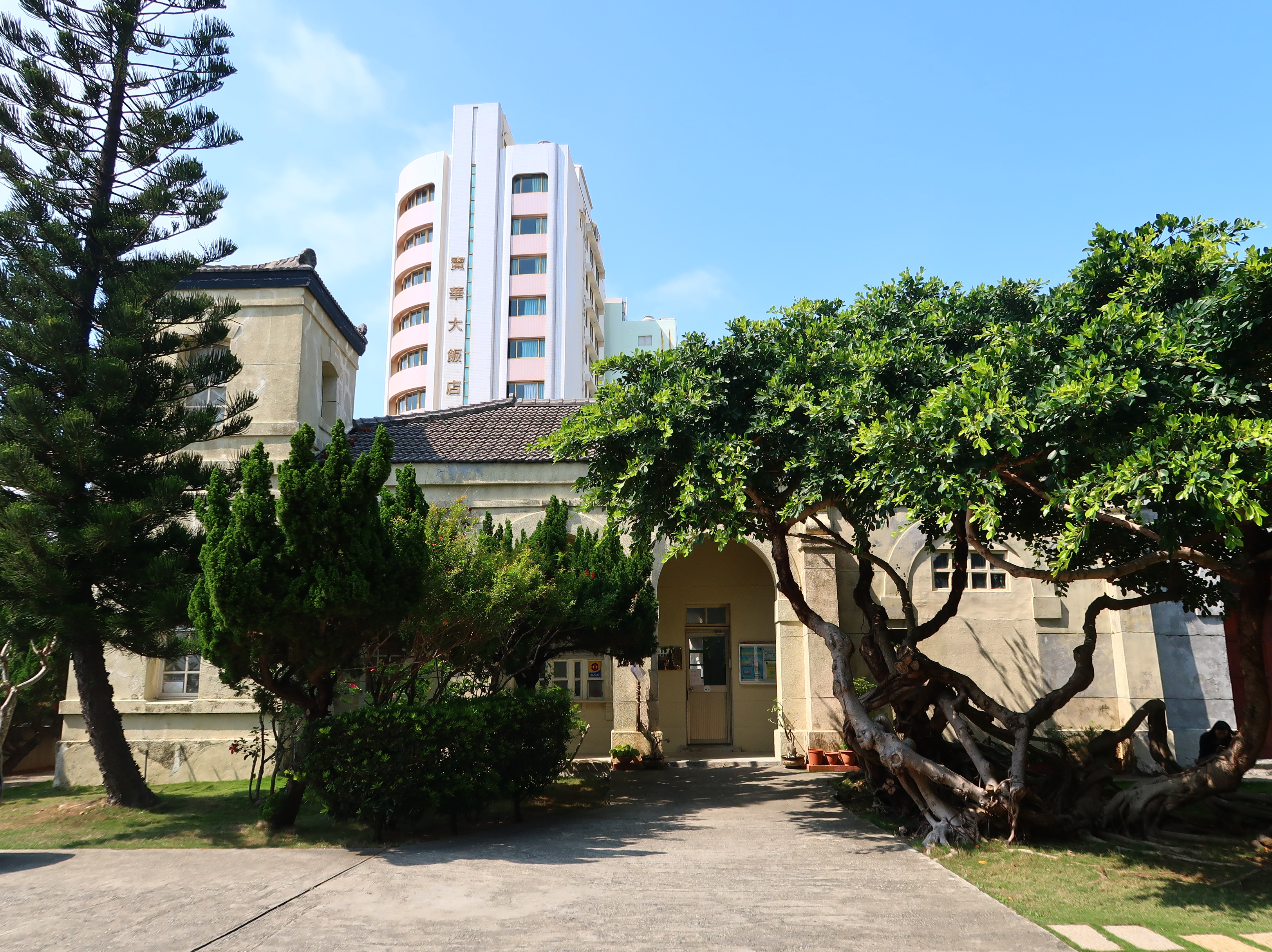
馬公支關辦公廳立面
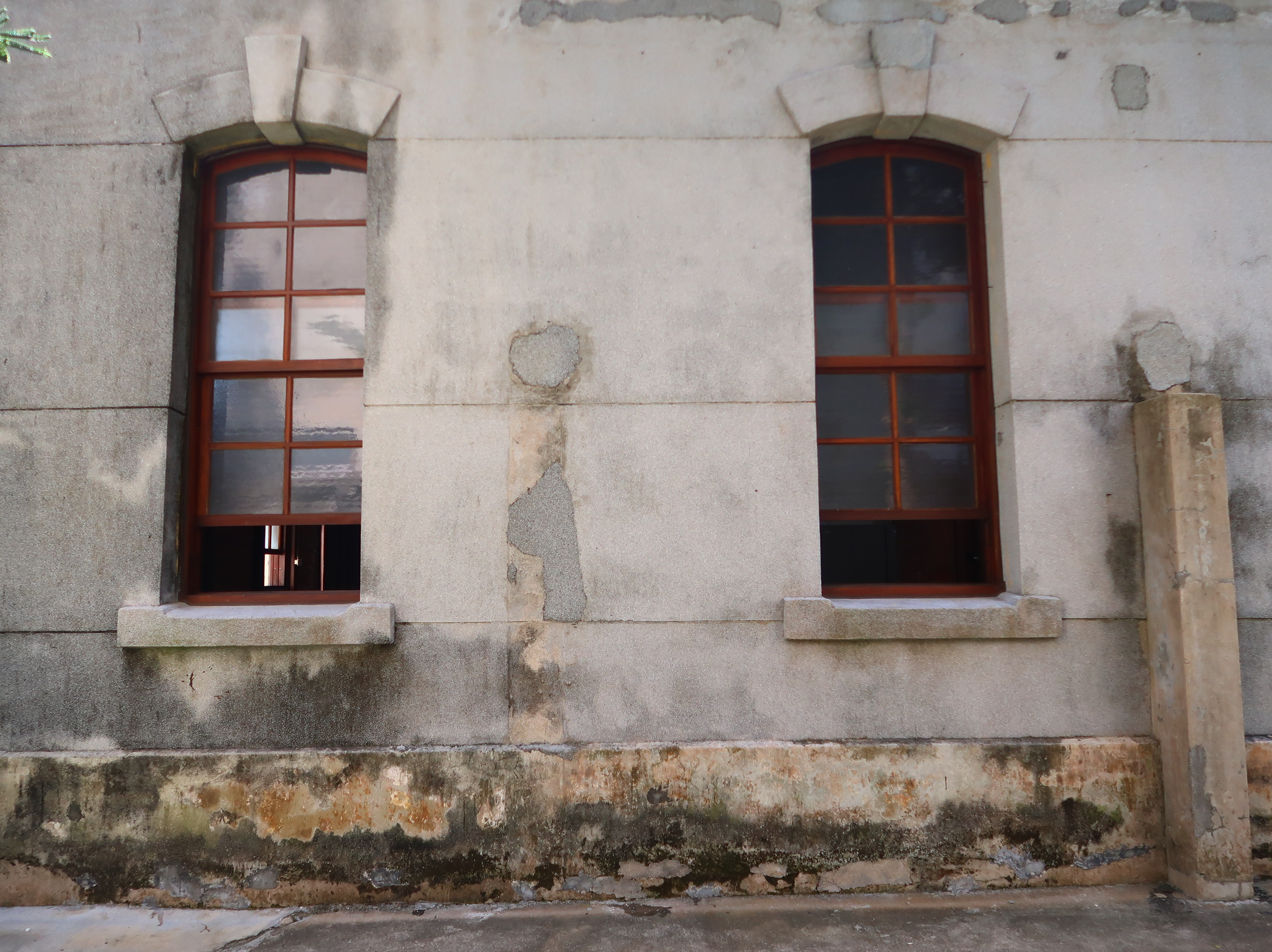
可對外開放式之窗口
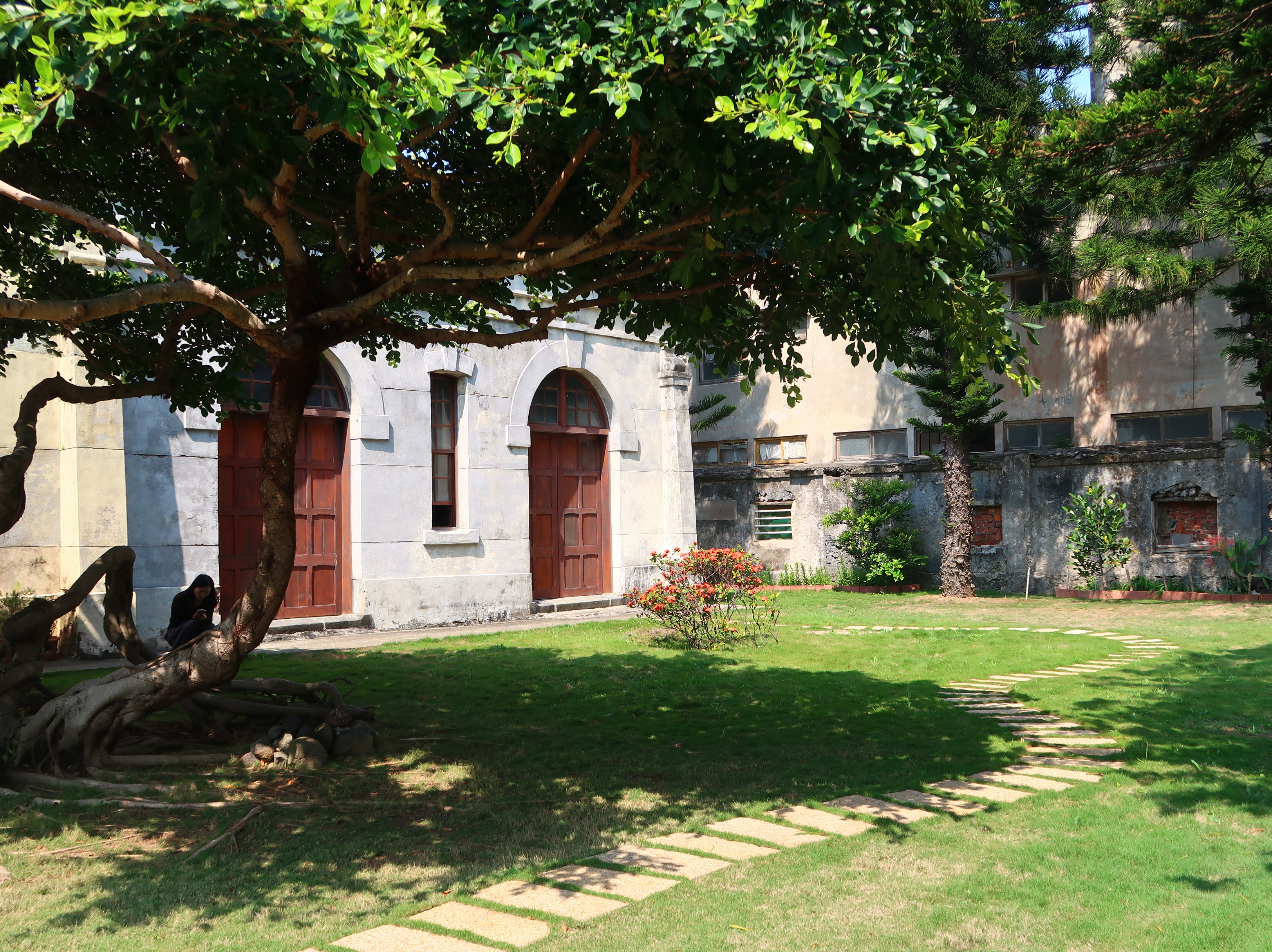
庭園造景
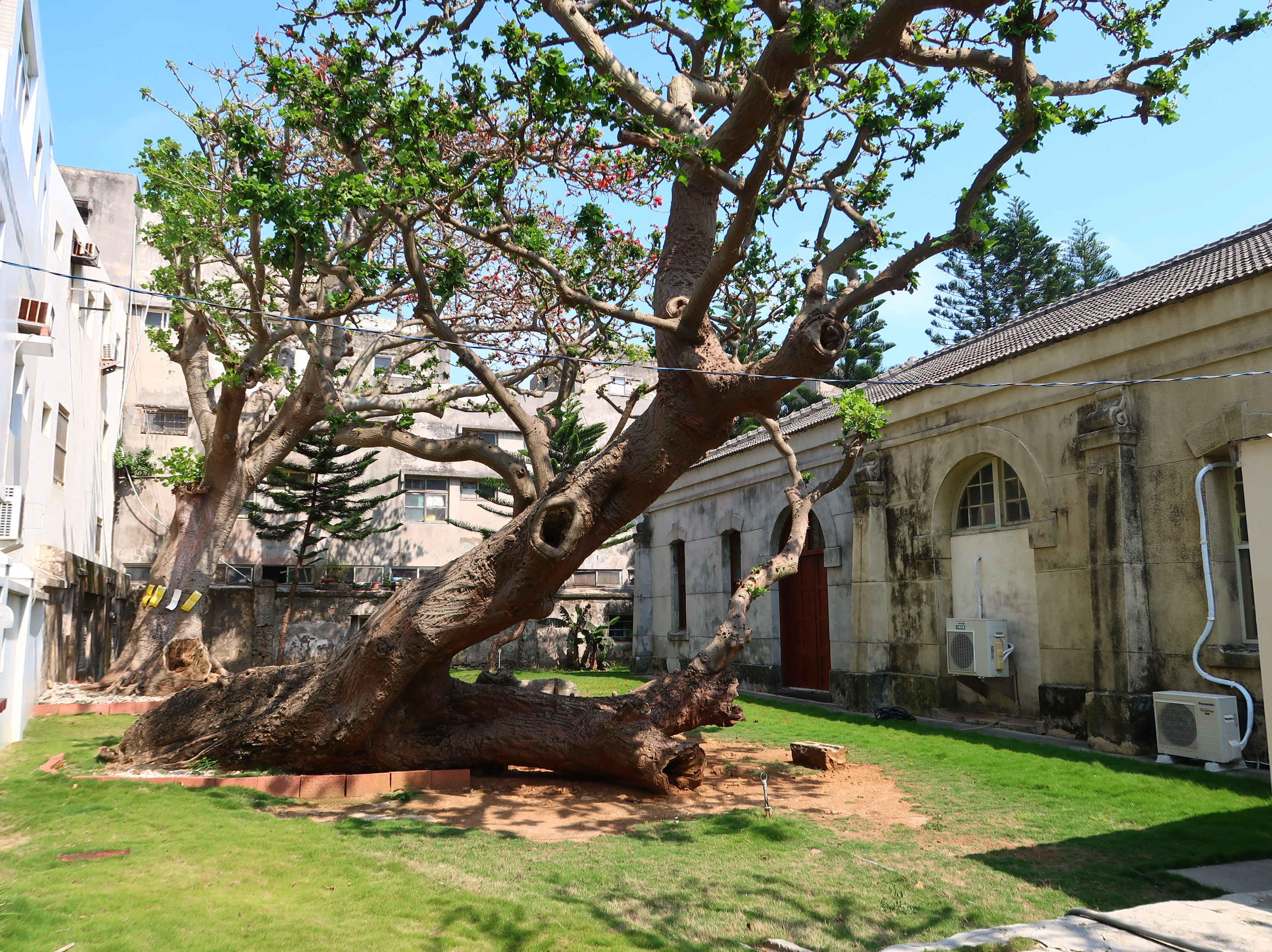
刺桐老樹

建築內部
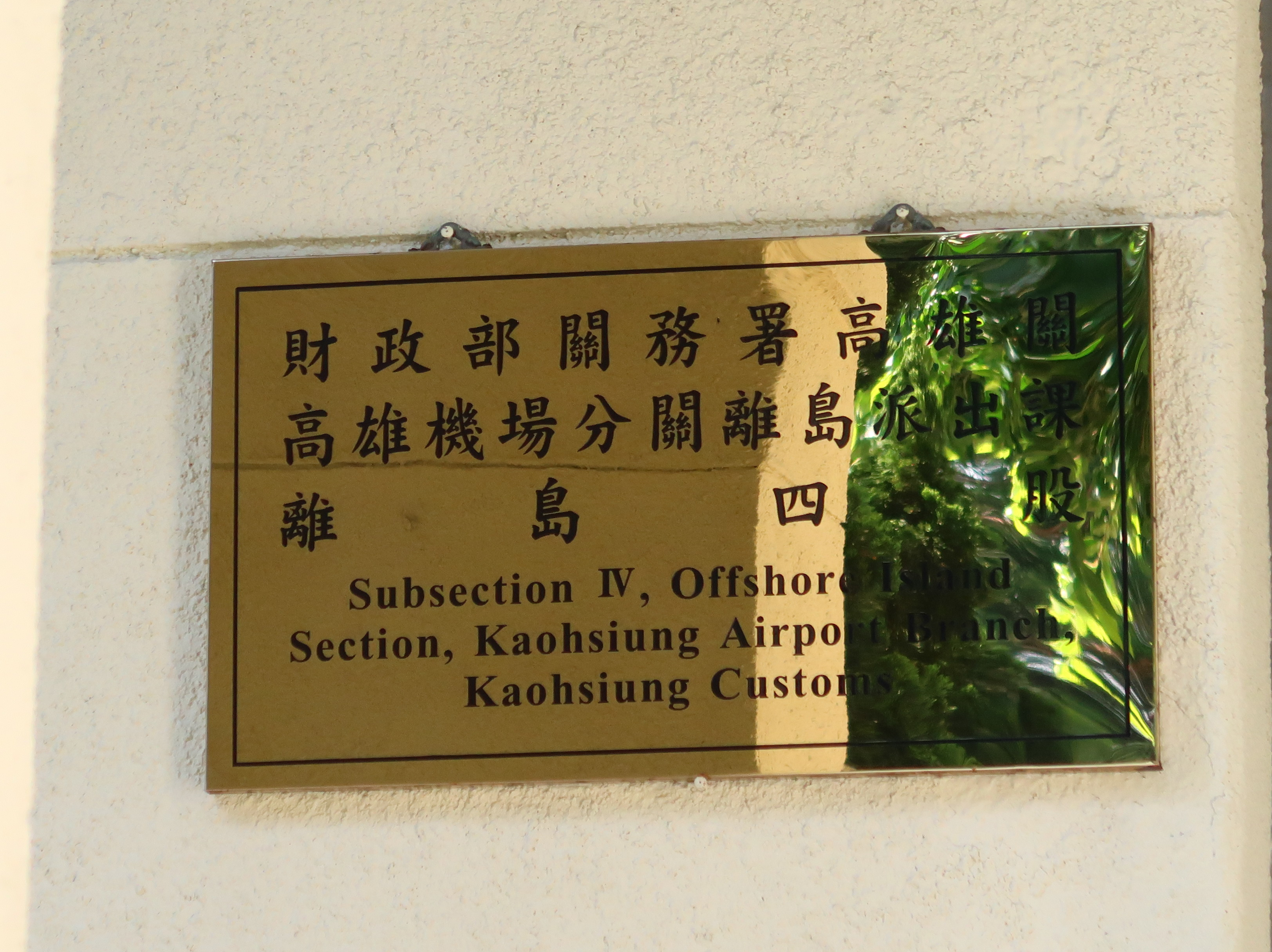
馬公支關機構全銜
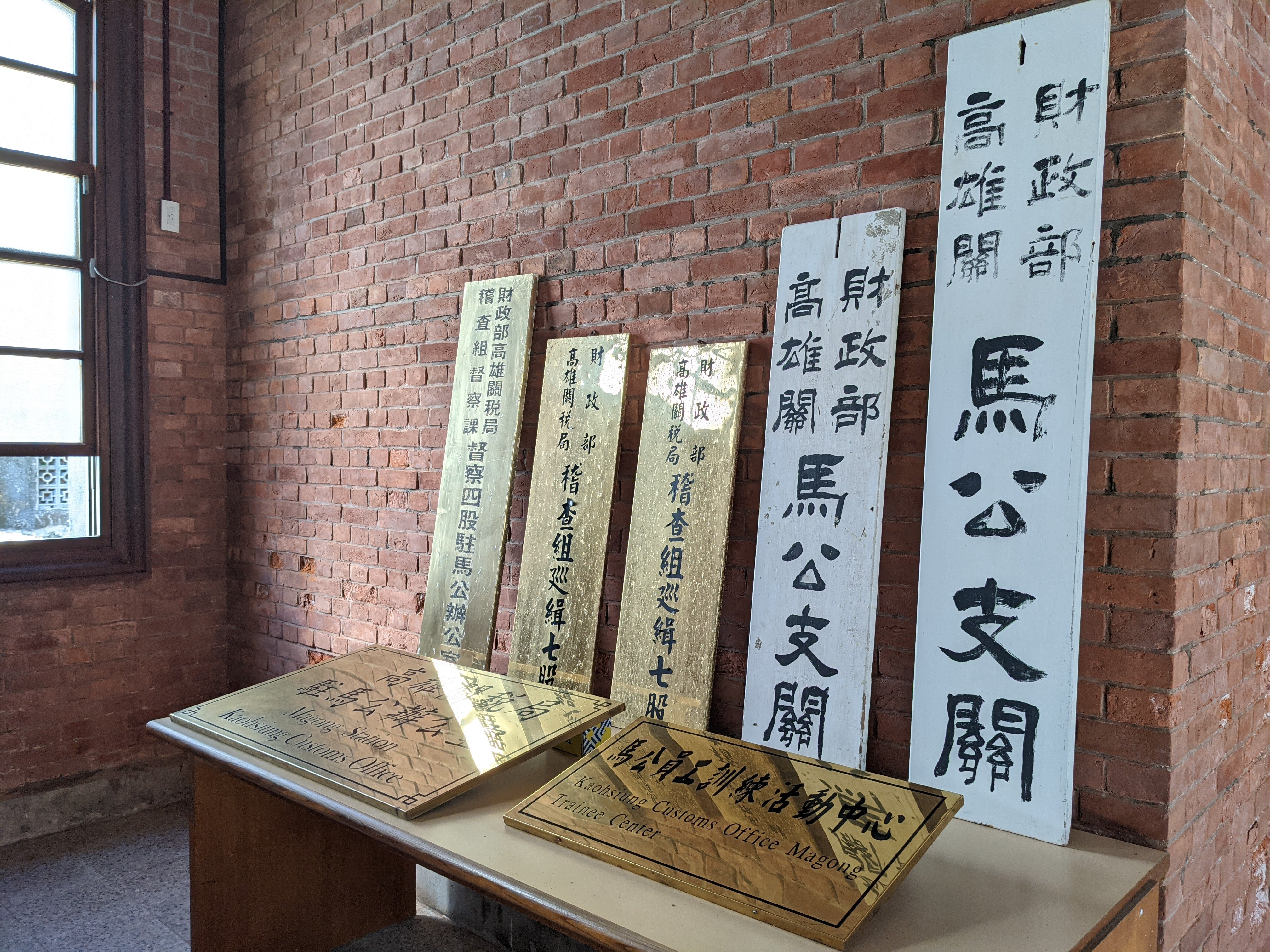
歷代機關名稱看板
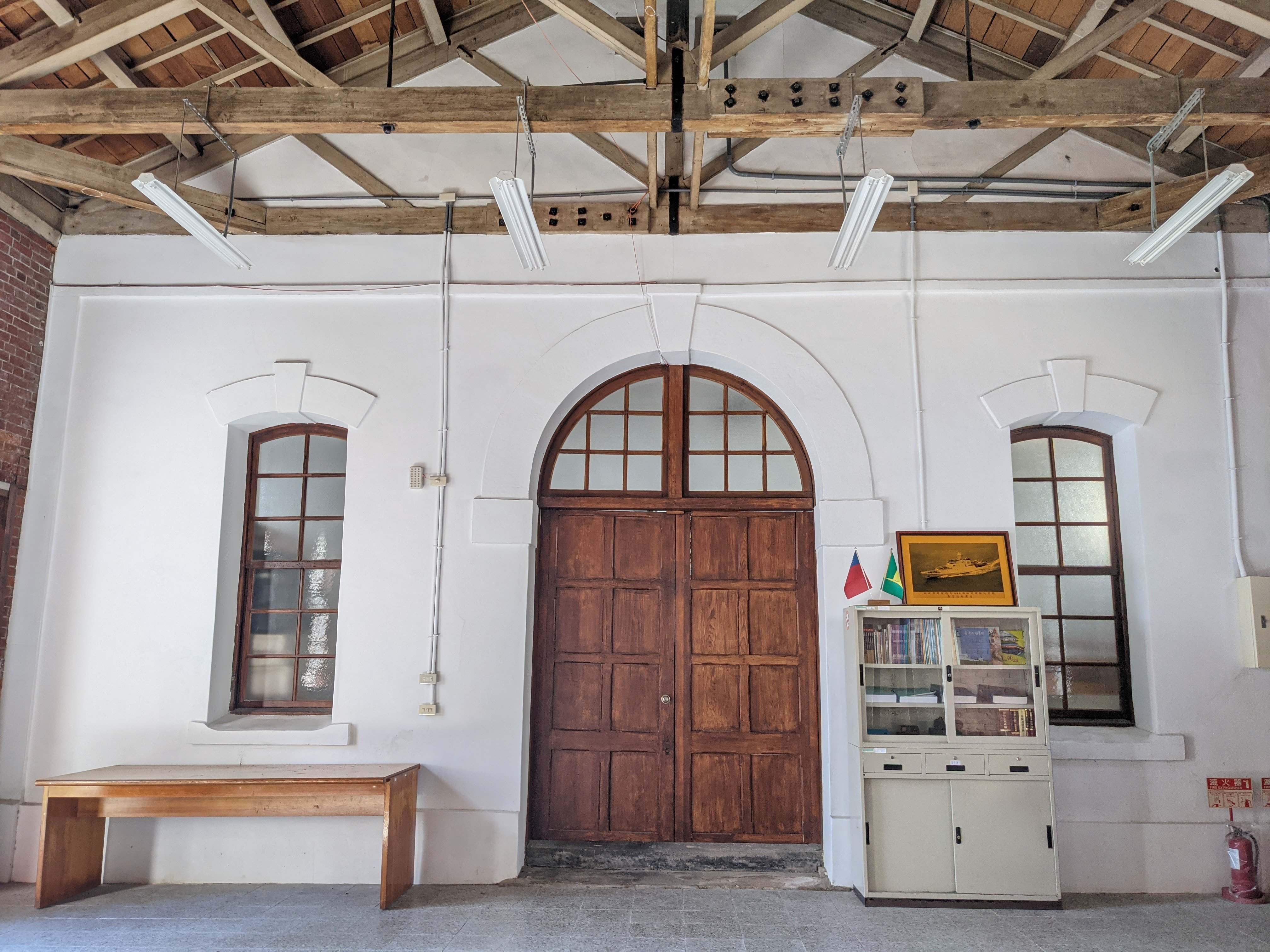
初代硓𥑮石建築主體牆面
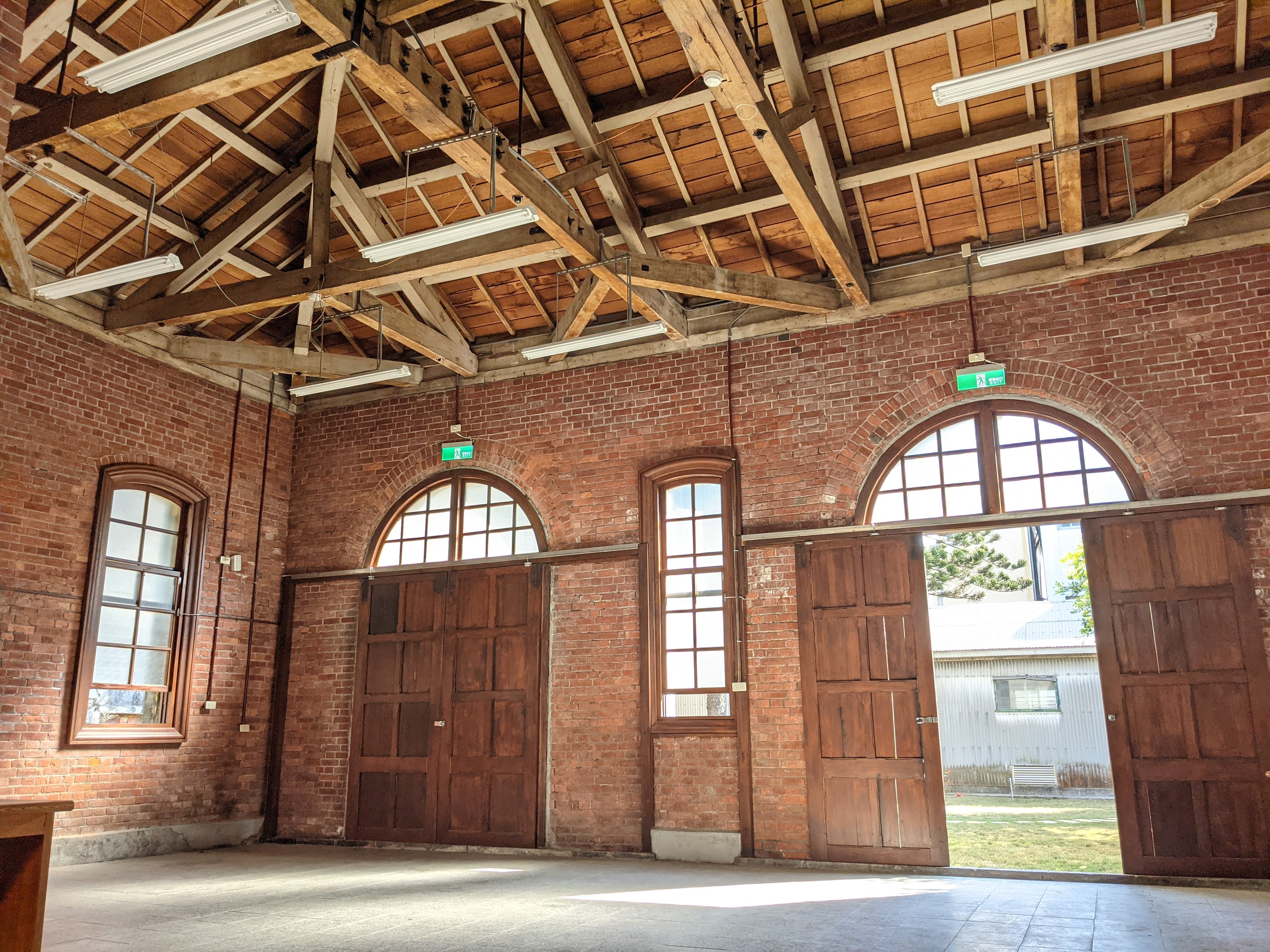
倉儲室內部紅磚
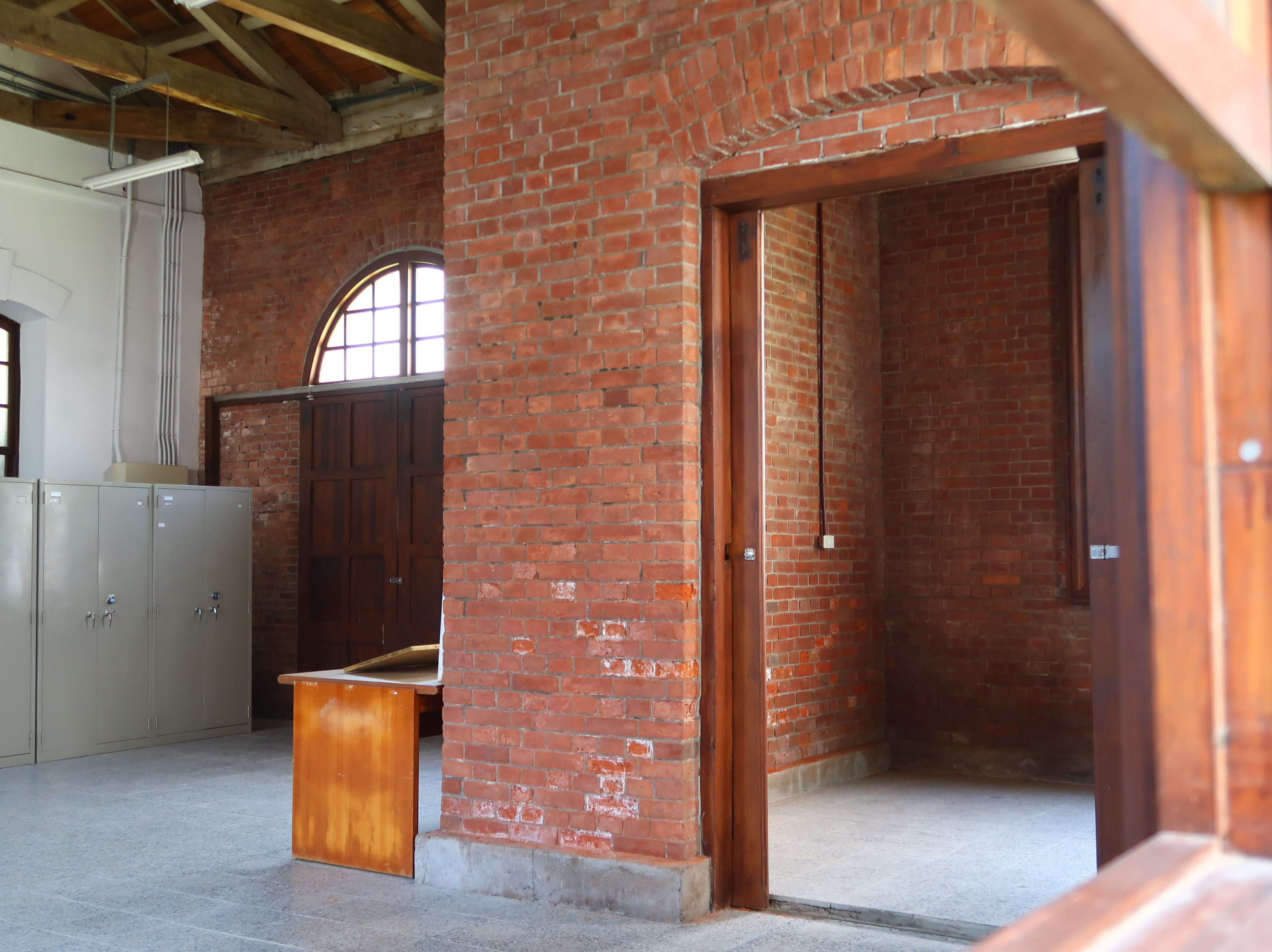
儲藏室與煙毒犯室
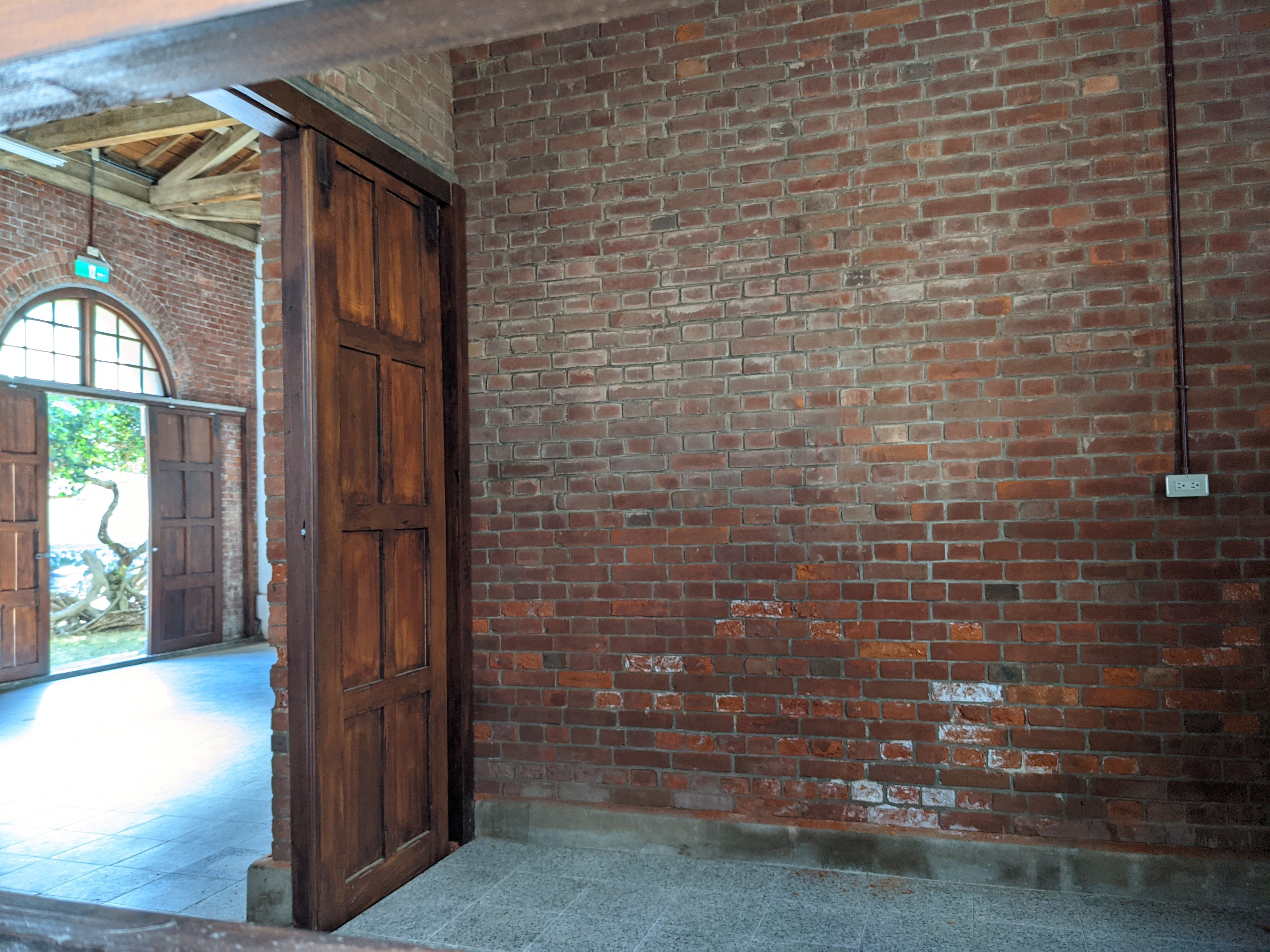
煙毒犯室內部

## 相關著作
澎湖縣文化局於2006年12月1日出版《澎湖耆老口述歷史記錄》（ISBN 9789860069129），作者高啟進曾採訪陳秋錦，留下關於其丈夫吳氏曾於馬公稅關任職的口述記錄。

## 外部連結
- 財政部關務署高雄關 （页面存档备份，存于）